# High Time He Went
High Time He Went is een nummer van de Haagse band Renée uit 1982. Het nummer is afkomstig van het album The Future None Can See en bereikte hitlijsten in het Nederlands taalgebied.
Het nummer werd geschreven door bandleden Anja Nodelijk en René Nodelijk en werd geproduceerd door Bert Ruiter. Er werden een achtste positie in de Nederlandse Top 40, een elfde positie in de Nederlandse Single Top 100 en een vijftiende positie in de Vlaamse Ultratop 50 bereikt.

## Hitnoteringen

### Nederlandse Top 40
| Hitnotering: 13-03-1982 t/m 01-05-1982 | Hitnotering: 13-03-1982 t/m 01-05-1982 | Hitnotering: 13-03-1982 t/m 01-05-1982 | Hitnotering: 13-03-1982 t/m 01-05-1982 | Hitnotering: 13-03-1982 t/m 01-05-1982 | Hitnotering: 13-03-1982 t/m 01-05-1982 | Hitnotering: 13-03-1982 t/m 01-05-1982 | Hitnotering: 13-03-1982 t/m 01-05-1982 | Hitnotering: 13-03-1982 t/m 01-05-1982 | Hitnotering: 13-03-1982 t/m 01-05-1982 |
| Week:                                  | 1                                      | 2                                      | 3                                      | 4                                      | 5                                      | 6                                      | 7                                      | 8                                      |                                        |
| -------------------------------------- | -------------------------------------- | -------------------------------------- | -------------------------------------- | -------------------------------------- | -------------------------------------- | -------------------------------------- | -------------------------------------- | -------------------------------------- | -------------------------------------- |
| Positie:                               | 34                                     | 20                                     | 9                                      | 8                                      | 8                                      | 10                                     | 22                                     | 40                                     | uit                                    |

### Nationale Hitparade
| Hitnotering: 20-03-1982 t/m 01-05-1982 | Hitnotering: 20-03-1982 t/m 01-05-1982 | Hitnotering: 20-03-1982 t/m 01-05-1982 | Hitnotering: 20-03-1982 t/m 01-05-1982 | Hitnotering: 20-03-1982 t/m 01-05-1982 | Hitnotering: 20-03-1982 t/m 01-05-1982 | Hitnotering: 20-03-1982 t/m 01-05-1982 | Hitnotering: 20-03-1982 t/m 01-05-1982 | Hitnotering: 20-03-1982 t/m 01-05-1982 |
| Week:                                  | 1                                      | 2                                      | 3                                      | 4                                      | 5                                      | 6                                      | 7                                      |                                        |
| -------------------------------------- | -------------------------------------- | -------------------------------------- | -------------------------------------- | -------------------------------------- | -------------------------------------- | -------------------------------------- | -------------------------------------- | -------------------------------------- |
| Positie:                               | 15                                     | 13                                     | 13                                     | 11                                     | 15                                     | 22                                     | 44                                     | uit                                    |

### VlaamseUltratop 50
| Hitnotering: 03-04-1982 t/m 08-05-1982 | Hitnotering: 03-04-1982 t/m 08-05-1982 | Hitnotering: 03-04-1982 t/m 08-05-1982 | Hitnotering: 03-04-1982 t/m 08-05-1982 | Hitnotering: 03-04-1982 t/m 08-05-1982 | Hitnotering: 03-04-1982 t/m 08-05-1982 | Hitnotering: 03-04-1982 t/m 08-05-1982 | Hitnotering: 03-04-1982 t/m 08-05-1982 |
| Week:                                  | 1                                      | 2                                      | 3                                      | 4                                      | 5                                      | 6                                      |                                        |
| -------------------------------------- | -------------------------------------- | -------------------------------------- | -------------------------------------- | -------------------------------------- | -------------------------------------- | -------------------------------------- | -------------------------------------- |
| Positie:                               | 34                                     | 31                                     | 26                                     | 24                                     | 15                                     | 28                                     | uit                                    |